# جون مكمان (لاعب كرة قدم)
جون مكمان (بالإنجليزية: John McMahon)‏ هو لاعب كرة قدم بريطاني في مركز الوسط، ولد في 19 مايو 1964 في ليفربول في المملكة المتحدة. لعب مع ماكليسفيلد تاون ونادي إيفرتون.